# فهرست بوستان‌های کرمانشاه
فهرست بوستان‌های کرمانشاه ۲۳۸ بوستان در شهر کرمانشاه را شامل می‌شود بیشترشان پارک‌هایی کوچک و محله‌ای هستند. پارک‌های مهم شهر که عمدتاً در کنار محوطهٔ تاریخی طاق‌بستان قرار دارند عبارتند از پارک شرقی طاق‌بستان، پارک غربی طاق‌بستان، پارک کوهستان که در شمال شرقی شهر کرمانشاه قرار دارند. پارک‌های دیگری نیز که در سایر نقاط شهر قرار دارند که بزرگ‌ترین آن‌ها عبارتند از پارک شاهد، پارک شیرین، پارک معلم و پارک لاله. پارک شاهد محل برگزاری نمایشگاه‌های بزرگ شهر کرمانشاه نیز هست که در بلوار شهید بهشتی قرار دارد. سرانۀ فضای سبز در کرمانشاه ۸٫۲۳ متر مربع به ازای هر نفر است.

## پارک‌ها
| نام                    | سال تأسیس | مساحت          | امکانات                                                                    | نشانی                                    | تصویر |
| ---------------------- | --------- | -------------- | -------------------------------------------------------------------------- | ---------------------------------------- | ----- |
| پارک بعثت              | -         | ۳۵۵۰ مترمربع   | -                                                                          | جعفرآباد                                 |       |
| پارک شرقی طاق‌بستان     | ۱۳۴۸      | ۷۰ هکتار       | دریاچۀ مصنوعی، وسایل بازی کودکان، مسیر دوچرخه‌سواری                         | طاق‌بستان                                 |       |
| پارک غربی طاق‌بستان     | ۱۳۴۸      | ۱۰ هکتار       | وسایل بازی کودکان                                                          | طاق‌بستان                                 |       |
| پارک کوهستان           | ۱۳۸۳      | ۲۰ هکتار       | دریاچۀ مصنوعی، آبشار مصنوعی، وسایل بازی کودکان، پارکینگ، مسیر کوهنوردی     | طاق‌بستان                                 |       |
| پارک شاهد              | ۱۳۵۴      | ۱۴۰٬۰۰۰ متر    | زمین فوتبال، زمین بدمینتون، زمین بازی کودکان، بازارچه خوداشتغالی (غیرفعال) | بلوار بهشتی                              |       |
| پارک صلح               | -         | -              | -                                                                          | لب آب، جنب کاخ استانداری                 |       |
| پارک لاله              | ۱۳۴۸      | ۲۷٬۱۰۰ مترمربع | فضای بازی کودکان                                                           | خیابان فردوسی                            |       |
| پارک کودک (ملت)        | ۱۳۵۱      |                | کانون پرورش فکری کودکان و نوجوانان، زمین والیبال، فضای بازی کودکان         | خیابان خیام                              |       |
| پارک شیرین (کرمانشاه)  | -         | ۱۰ هکتار       | -                                                                          | خیابان مؤید                              |       |
| پارک فانفار (شهربازی)  | -         | -              | دریاچۀ مصنوعی، پدالو و قایق‌سواری، وسایل بازی الکتریکی                      | لب آب، بلوار خلبان شمشادیان              |       |
| پارک جنگلی سرآب قنبر   | -         | -              | -                                                                          | سرآب قنبر                                |       |
| پارک زنبق              | -         | -              | وسایل بازی کودکان                                                          | فرهنگیان، کمربندی غربی                   |       |
| پارک معلم              | -         | -              | وسایل بازی کودکان                                                          | خیابان گلستان، نبش خیابان فرهنگیان فاز ۱ |       |
| پارک دانشجو            | -         | -              | -                                                                          | شهرک معلم فاز ۱                          |       |
| پارک فدک               | -         | -              | وسایل بازی کودکان، فرهنگسرای ایثار و مقاومت                                | شهرک فرهنگیان فاز ۲                      |       |
| پارک وحدت              | -         | -              | -                                                                          | شهرک دولت‌آباد                            |       |
| پارک نوبهار            | ۱۳۴۲      | ۵٬۸۰۰ مترمربع  | وسایل بازی کودکان، کافی‌شاپ                                                 | بیست و دو بهمن                           |       |
| پارک شهید درخشان ۱     | -         |                | وسایل بازی کودکان                                                          | بیست و دو بهمن                           |       |
| پارک شهید درخشان ۲     | -         |                | وسایل بازی کودکان                                                          | بیست و دو بهمن                           |       |
| پارک ارغوان            | ۱۳۹۰      | ۲۵٬۰۰۰ مترمربع | -                                                                          | حاشیۀ کمربندی غربی                       |       |
| پارک آزادگان           | -         | -              | -                                                                          | میدان آزادگان                            |       |
| پارک ساحل روخانۀ قره‌سو | -         | -              | -                                                                          | حاشیۀ رودخانۀ قره‌سو                      |       |